# Roques de Salmor
Roques de Salmor este o arie protejată (arie specială de conservare — SAC, sit de importanță comunitară — SCI) din Spania întinsă pe o suprafață de 3,5 ha, integral pe uscat.

## Localizare
Centrul sitului Roques de Salmor este situat la coordonatele 27°49′24″N 17°59′43″W / 27.8233°N 17.9954°V.

## Înființare
Situl Roques de Salmor a fost declarat sit de importanță comunitară în octombrie 1999 pentru a proteja 1 specie de animale. Situl a fost protejat și ca arie specială de conservare în ianuarie 2010.

## Biodiversitate
Situată în ecoregiunea , aria protejată conține 1 habitat natural: Faleze cu floră endemică de pe coastele macaroneziene.
La baza desemnării sitului se află o specie protejată de  reptile: Gallotia simonyi.